# Mackinlaya
- Commons
- Wikispecies

Mackinlaya é um género botânico pertencente à família Araliaceae.

## Espécies
- Mackinlaya celebica (Harms) Philipson
- Mackinlaya confusa Hemsl.
- Mackinlaya macrosciadea (F.Muell.) F.Muell.
- Mackinlaya radiata Philipson
- Mackinlaya schlechteri (Harms) Philipson

1. ↑  «Mackinlaya — World Flora Online». www.worldfloraonline.org. Consultado em 19 de agosto de 2020
2. ↑  «Mackinlaya» (em inglês). The Plant List. 2010. Consultado em 18 de outubro de 2014
3. ↑  Missouri Botanical Garden (2014).  Tropico, ed. «Mackinlaya» (em inglês). Consultado em 18 de outubro de 2014